# Trehörn (Ukna socken, Småland)
Trehörn är en sjö i Västerviks kommun och Åtvidabergs kommun i Småland och ingår i Storåns huvudavrinningsområde. Sjön är 25 meter djup, har en yta på 0,43 kvadratkilometer och befinner sig 66,2 meter över havet.

## Delavrinningsområde
Trehörn ingår i det delavrinningsområde (644157-153000) som SMHI kallar för Ovan Melbyån. Medelhöjden är 65 meter över havet och ytan är 11,71 kvadratkilometer. Räknas de 41 avrinningsområdena uppströms in blir den ackumulerade arean 340,36 kvadratkilometer. Avrinningsområdets utflöde Storån (Fallån) mynnar i havet. Avrinningsområdet består mestadels av skog (56 %) och jordbruk (27 %). Avrinningsområdet har 0,57 kvadratkilometer vattenytor vilket ger det en sjöprocent på 4,8 %.